# Distretto di Sami
Il distretto di Sami è un distretto del Gambia nella Divisione del Central River con 19.157 abitanti al censimento del 2003.

## Società

### Evoluzione demografica
In base ai dati del censimento 1993 la popolazione del distretto era così suddivisa dal punto di vista etnico:
| Etnia       | Abitanti | %     |
| ----------- | -------- | ----- |
| Mandingo    | 8.153    | 55,03 |
| Fulani      | 4.423    | 29,85 |
| Wolof       | 1.778    | 12,00 |
| Jola        | 40       | 0,27  |
| Serahule    | 52       | 0,35  |
| Altre etnie | 370      | 2,50  |